# 부엉이
부엉이는 올빼미목 올빼미과의 한국에 서식하는 맹금류 중 솔부엉이, 수리부엉이, 칡부엉이, 쇠부엉이 등을 통틀어 이르는 향명이다. 귀깃(우각)의 차이로 올빼미와 구분한다고도 하지만 솔부엉이와 쇠부엉이는 귀깃이 없기 때문에 이는 정확한 구분법은 아니다. 주로 밤에 활동한다.
가운뎃발가락의 발톱은 다른 종과 달라 빗모양의 이와 같다. 야행성이 많지만 쇠부엉이처럼 낮에 활동하는 종도 있다. 날카롭게 구부러진 발톱으로 먹이를 잡고, 힘센 다리는 깃털로 덮여 있다. 부리는 짧은 갈고리 모양으로 아래쪽으로 구부러져 있으며, 깃털에 가려 잘 보이지 않는다. 깃털은 대단히 부드럽고 날아다닐 때 날개소리가 거의 들리지 않는다. 부엉이는 수리·매와 달리 먹이를 통째로 삼키는데, 뼈나 털과 같이 소화되지 않는 부분은 덩어리로 만들어 토해 낸다. 사냥할 때 부엉이는 짧은 나뭇가지에 앉아 먹이의 움직임을 감시하며 조심스럽게 소리를 듣는다. 소리가 나는 곳을 정확히 알아내면, 그 지점을 향해 소리없이 날아가 먹이에 닿기 직전 다리를 앞으로 내밀어 일격을 가함으로써 빠르게 잡아채서 죽인다.
깊은 숲속에 서식하며 나무 구멍이나 까치·매 등 다른 새가 버린 둥지를 이용해서 번식한다. 알은 2-7개 낳는다. 성질이 사납고 쥐·조류·파충류·양서류·어류·갑각류·곤충 등 다른 동물을 잡아먹는 육식성이다.어둠 속에서만 활동하므로 몸 빛깔이 화려하지 않다. 낮에 나뭇가지에 앉아서 쉬는 동안 다른 새나 천적의 눈에 띄지 않게 나뭇가지와 비슷한 갈색, 밤색, 검은색을 띤다. 또한 사막에 사는 종류는 모래빛을 띠며, 북극지방에 사는 흰올빼미는 눈 속에서 위장이 되도록 몸 전체가 흰색이다. 쇠부엉이·칡부엉이·수리부엉이·솔부엉이 등이 있다. 
우리나라·중국 및 아시아·유럽·아프리카·시베리아 등지에 분포한다.